# Tapio Analysator
Der Tapio Analysator (bzw. Tapio PMA) ist ein Gerät zur messtechnischen Analyse von Papierprofilen. Der Haupteinsatz ist in der Papierindustrie. Hersteller des Gerätes ist Tapio Technologies in Finnland.
Allgemein betrachtet handelt es sich um eine Art Bandlaufwerk, auf dem schmale Papierstreifen (ca. 150–300 mm Breite) von einer Rolle auf eine andere Rolle umgewickelt werden (Umroller). Dabei verläuft die zu analysierende Papierbahn an verschiedenen Sensoren vorbei. Somit können quasi-parallel verschiedene Eigenschaften des Papiers analysiert werden. Diese Eigenschaften sind zum Beispiel:
- Flächengewicht
- Dicke
- Füllstoffgehalt
- Glanz
- Transmission
- Remission
- Porosität
- Faserorientierung
- uvm.

Tapio PMA

Bei der Auswertung der so gewonnenen Messdaten können durch Kombination gemessener Kanäle weitere Papiereigenschaften berechnet werden. Dies betrifft zum Beispiel die Dichte (berechnet aus Flächengewicht und Dicke) oder die Opazität (berechnet aus Transmission und Remission).
Bei der Analyse von Papier werden zwei Haupttypen von Papierprofilen unterschieden: Längs- (MD = Machine Direction) und Querprofilproben (CD = Cross Direction). Gemeint ist damit die Produktionsrichtung auf der Papiermaschine. Die Papierproben repräsentieren dabei nur einen kleinen Ausschnitt aus der gesamten Tagesproduktion. Typische Papierprobenlängen sind z. B. 3500 m was bei einer Papiermaschinengeschwindigkeit von z. B. 1800 m/min (aktuelle Newsprint Papiermaschine) eine Produktionszeit von 116 s (ca. 2 Minuten) darstellt.
Durch die Verwendung standardisierter Sensoren an allen vorhandenen Tapio Geräten ist es somit möglich, die Papieranalyse als unabhängiges Messverfahren weltweit einzusetzen (weitere Voraussetzung ist jedoch identische Einstellung der Geräte bei z. B. Messfleckgröße oder Messgeschwindigkeit und eine genaue Kalibrierung der Sensoren).
Für die Auswertung der mit Hilfe des Tapio ermittelten Daten werden zum einen die Zeitsignale sowie Statistikdaten bewertet. Weiterhin kann unter Benutzung einer DFT Analyse (Diskrete Fourier-Transformation) bzw. der FFT Analyse (Fast Fourier Transformation – Sonderform der DFT) eine Analyse auf periodische Störungen durchgeführt werden. Bei der statistischen Bewertung von Querprofilen (CD) wird die mathematische Vorschrift Varianzkomponentenanalyse (VCA) verwendet.

Beispiele der Datenauswertung
Mittleres Querprofil einer CD Analyse
MD Auswertung: Zeitsignal
MD Auswertung: Frequenzdarstellung